# ریتا آکارکور
ریتا آکارکور (انگلیسی: Rita Akarekor؛ زادهٔ ۱۳ فوریهٔ ۲۰۰۱) بازیکن فوتبال اهل نیجریه است.
وی همچنین در تیم ملی فوتبال زنان نیجریه بازی کرده‌است.